# Entstehung und Wachstum der Alten Eidgenossenschaft

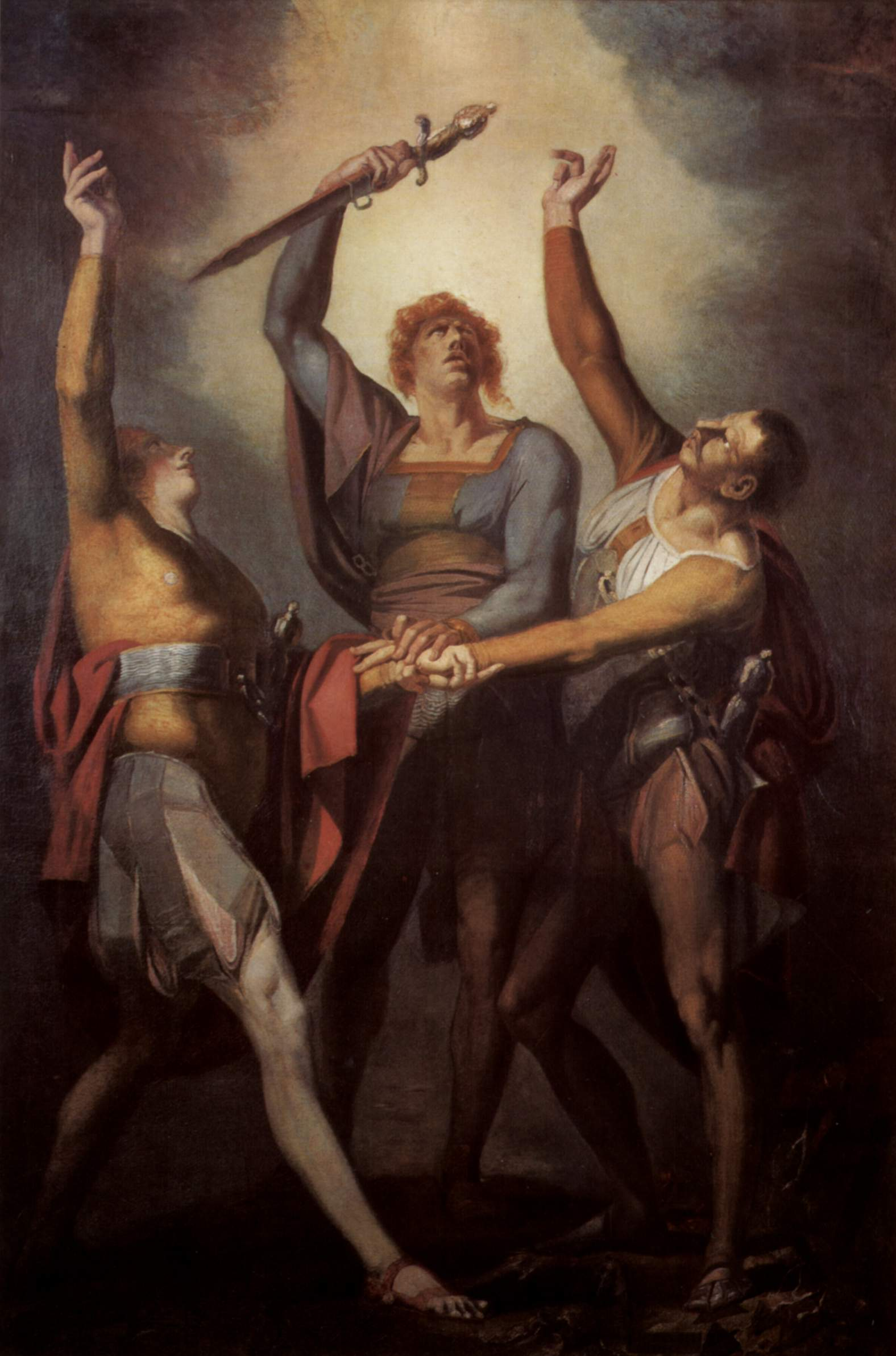
«Die drei Eidgenossen beim Schwur auf den Rütli», Gemälde von Johann Heinrich Füssli, 1780.
Bereits im 18. Jahrhundert war die Legende vom Rütlischwur als Ursprung der Eidgenossenschaft selbst in gebildeten Kreisen weit verbreitet.

Die Entstehung und das Wachstum der Alten Eidgenossenschaft wird gemeinhin zwischen 1291 und 1516 angesetzt. Die Alte Eidgenossenschaft entstand nach 1291/1315 um die drei als Waldstätte bezeichneten Urkantone Uri, Schwyz und Unterwalden. Bis 1513 erweiterte sich das Bündnisgeflecht um immer weitere Partner, zuletzt um das Land Appenzell, und wurde zu einem Machtfaktor in Mitteleuropa. Obgleich auch nach 1513 noch weitere Gebiete erworben wurden, gilt die Phase des Wachstums der Alten Eidgenossenschaft mit der inneren Spaltung durch die beginnende Reformation um 1516 als abgeschlossen, da durch die innere Uneinigkeit eine Erweiterung des Bündnisses um zusätzliche Partner unmöglich geworden war. Die Eroberung der Waadt durch Bern und Freiburg 1536 war beispielsweise keine kollektive Aktion der Alten Eidgenossenschaft mehr.

## Entstehung der Alten Eidgenossenschaft

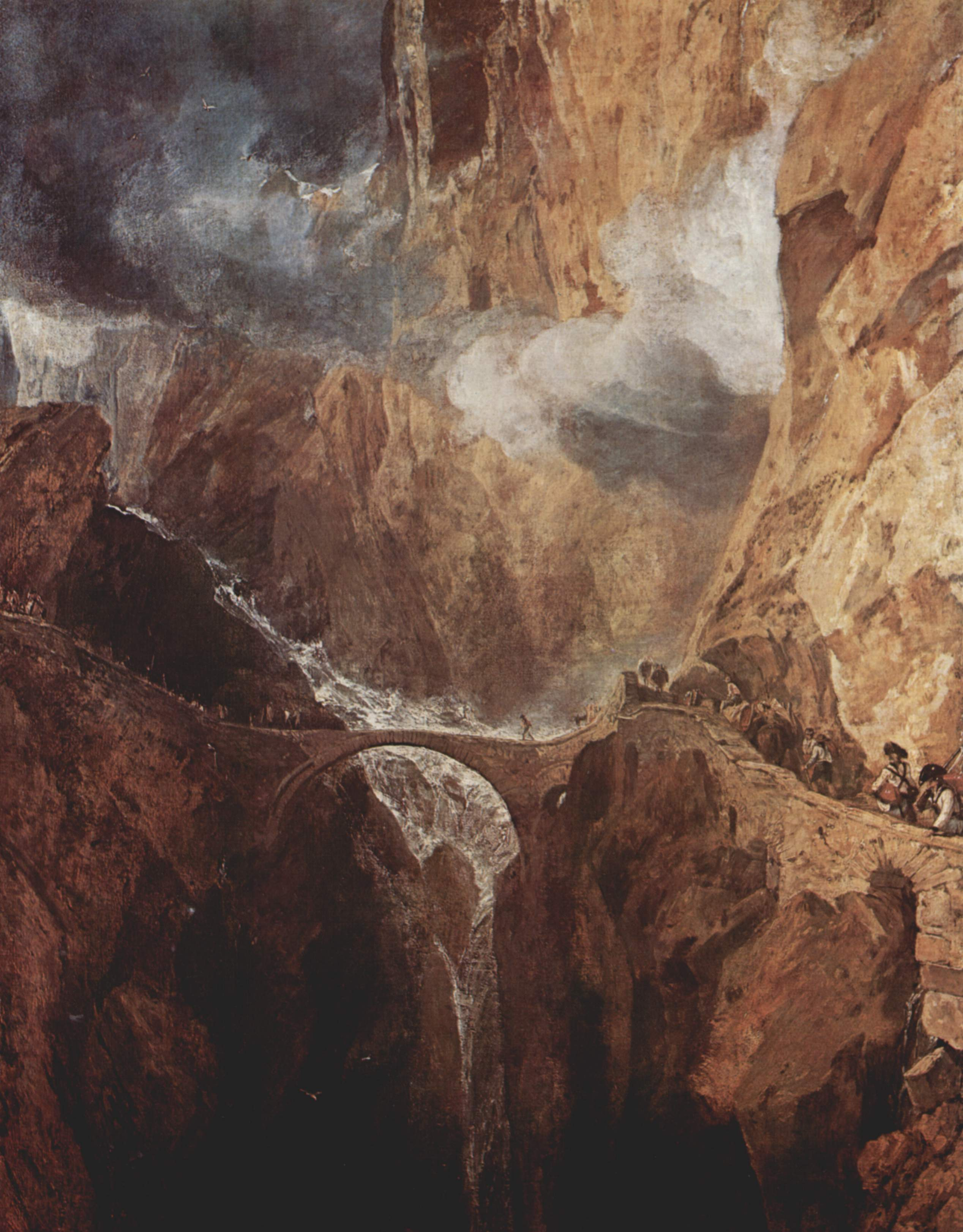
Die Teufelsbrücke am Gotthard im 18. Jahrhundert
(William Turner, ca. 1803/1804)

Die Auseinandersetzungen zwischen Kaiser und Papst begünstigten im 13. Jahrhundert die Verselbständigung der wichtigeren Städte und Talschaften der Schweiz. 1218 wurden Zürich, Bern, Freiburg und Schaffhausen nach dem Aussterben der Zähringer zu «Reichsstädten»; Uri (1231) und Schwyz (1240) erhielten das Privileg der Reichsunmittelbarkeit. Das heisst, diese Städte und Landschaften standen unmittelbar unter dem Kaiser bzw. dem König und waren von der Herrschaftsgewalt der lokalen Grafen ausgenommen. Damit sicherte Kaiser Friedrich II. den Weg über den Gotthard, während er im Krieg mit den lombardischen Städten war, und sicherte sich die Loyalität der Städte im Kampf mit Papst Innozenz IV. Nachdem Friedrich II. 1245 vom Papst gebannt und für abgesetzt erklärt worden war, hielten denn auch Bern, Basel und Zürich zum Kaiser. Das Ende der Dynastie der Staufer und der Beginn des Interregnums im Reich markieren auch für das Gebiet der heutigen Schweiz den Übergang zum Spätmittelalter. Zur selben Zeit, um 1230, wurde der Gotthardpass durch den Bau der Teufelsbrücke zu einer Handelsstrasse. Die Bündner Pässe waren allerdings weiterhin wichtiger.
Die «Waldstätte» Uri (1231) und Schwyz (1240) erlangten im 13. Jahrhundert Freiheitsbriefe von Friedrich II., die ihnen die Reichsunmittelbarkeit mit weitgehender Selbstverwaltung durch einen Landammann zusicherten. 1273 wurde Rudolf I. von Habsburg deutscher König. Er reorganisierte das Reichsgut im ehemaligen Herzogtum Schwaben und setzte Vögte als Vertreter der königlichen Gerichtsgewalt ein. Dies geschah auch in der Reichsvogtei der Waldstätte. Die Vögte wurden von den lokalen Adligen, die während des Interregnums das Reichsgut an sich gerissen hatten, angefeindet und eher als Interessenvertreter der Habsburger als des Reiches betrachtet.

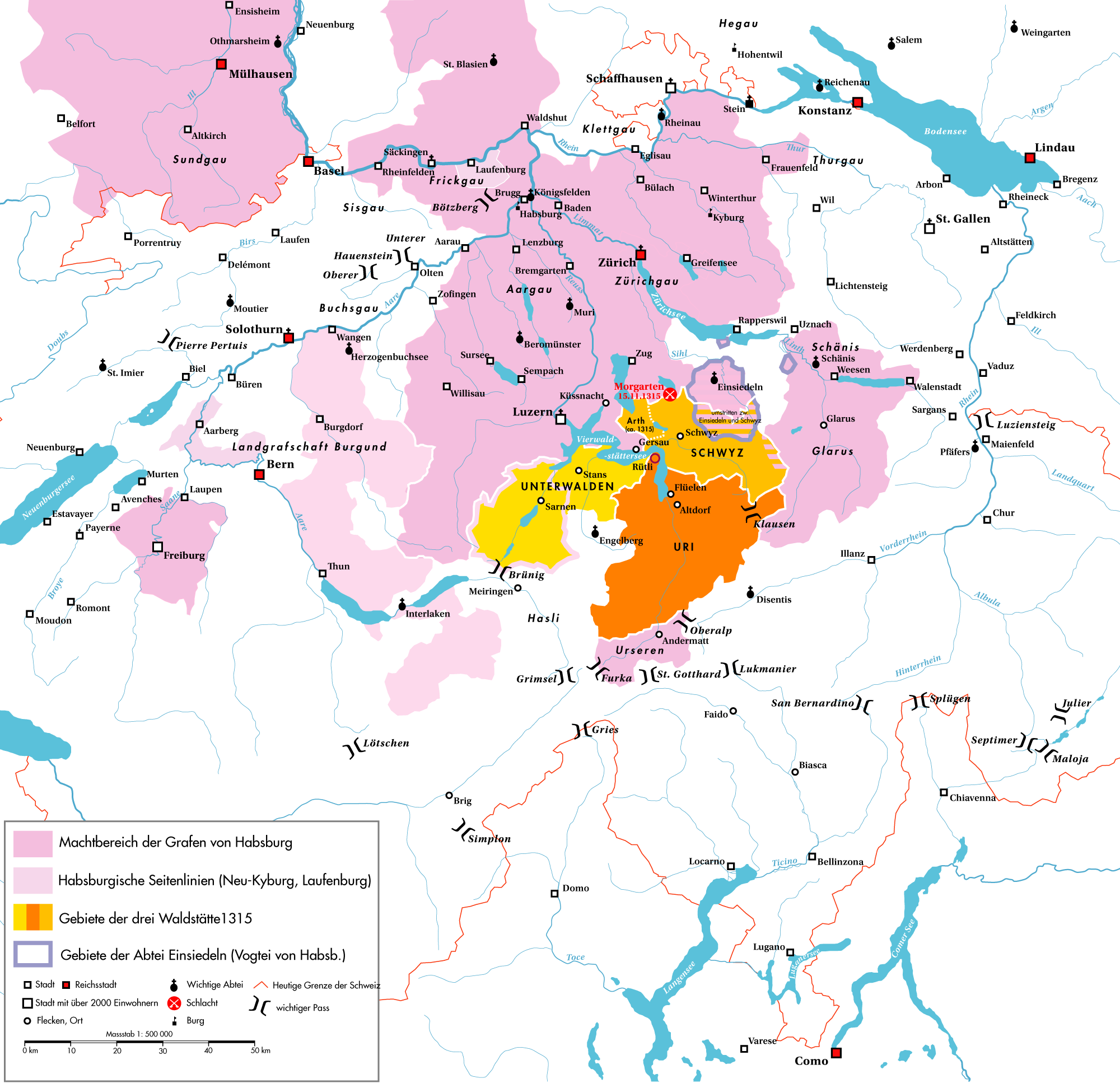
Die Eidgenossenschaft und Habsburg um 1315

Am 15. Juli 1291 starb Rudolf I. Der erste Bundesbrief zwischen Uri, Schwyz und Unterwalden von 1291, der explizit «die bestehenden Verhältnisse nicht umstossen will», entstand wahrscheinlich als direkte Folge seines Todes, um sich gegen allfällige rechtliche Veränderungen durch den Nachfolger des Königs abzusichern. Sicherlich geht diesem Bund ein älterer voran, wahrscheinlich von 1240. In späterer Zeit wurde dieser Bundesbrief auf den 1. August 1291 datiert (ohne historische Belege dafür) und mit dem Rütlischwur kombiniert; es entstand der Gründungsmythos der Schweiz. Mit den Wirren um die Nachfolge Rudolfs I. begannen die Schweizer Habsburgerkriege, die bis 1511 mit zahlreichen Unterbrüchen anhielten. Die Feindschaft zwischen den Eidgenossen und Habsburg, der dominierenden feudalen Dynastie im schweizerischen Mittelland und dem ehemaligen Herzogtum Schwaben, war während der Expansionsphase ein prägendes Element und einigte die heterogenen Mitglieder des Bundes, führte zeitweise aber auch zu internen Konflikten, wie im Alten Zürichkrieg.
1309 bestätigte der neue König aus dem Hause Luxemburg, Heinrich VII., die Reichsunmittelbarkeit von Uri und Schwyz und bezog nun auch Unterwalden darin ein; die drei Waldstätten wurden einem königlichen Landvogt unterstellt. In der neueren Forschung wird die Privilegierung von 1309 als bedeutender Schritt hin zur späteren Bündnisbildung betrachtet. 1315 sah sich der Habsburger Leopold I. von Österreich durch Grenzstreitigkeiten zwischen der Abtei Einsiedeln, die unter habsburgischer Vogtei stand, und dem Land Schwyz veranlasst, mit Waffengewalt gegen die Waldstätte vorzugehen. Die Schwyzer hatten im sogenannten Marchenstreit das Kloster geplündert und geschändet und waren sogar exkommuniziert worden. Das Ritterheer aus habsburgischen Vasallen geriet jedoch noch beim Anmarsch in einen Hinterhalt der Eidgenossen und wurde in der Schlacht bei Morgarten fast vollständig vernichtet.

## Acht Alte Orte

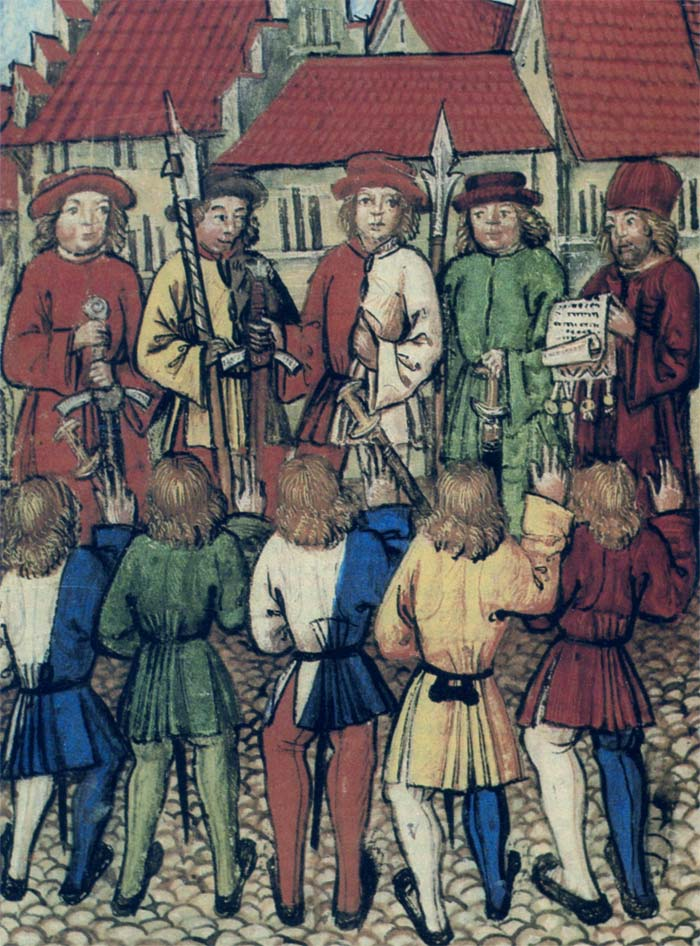
Die Bürger von Zürich beschwören den Bund (1351) – gut sichtbar die typische Hellebarde der Innerschweizer

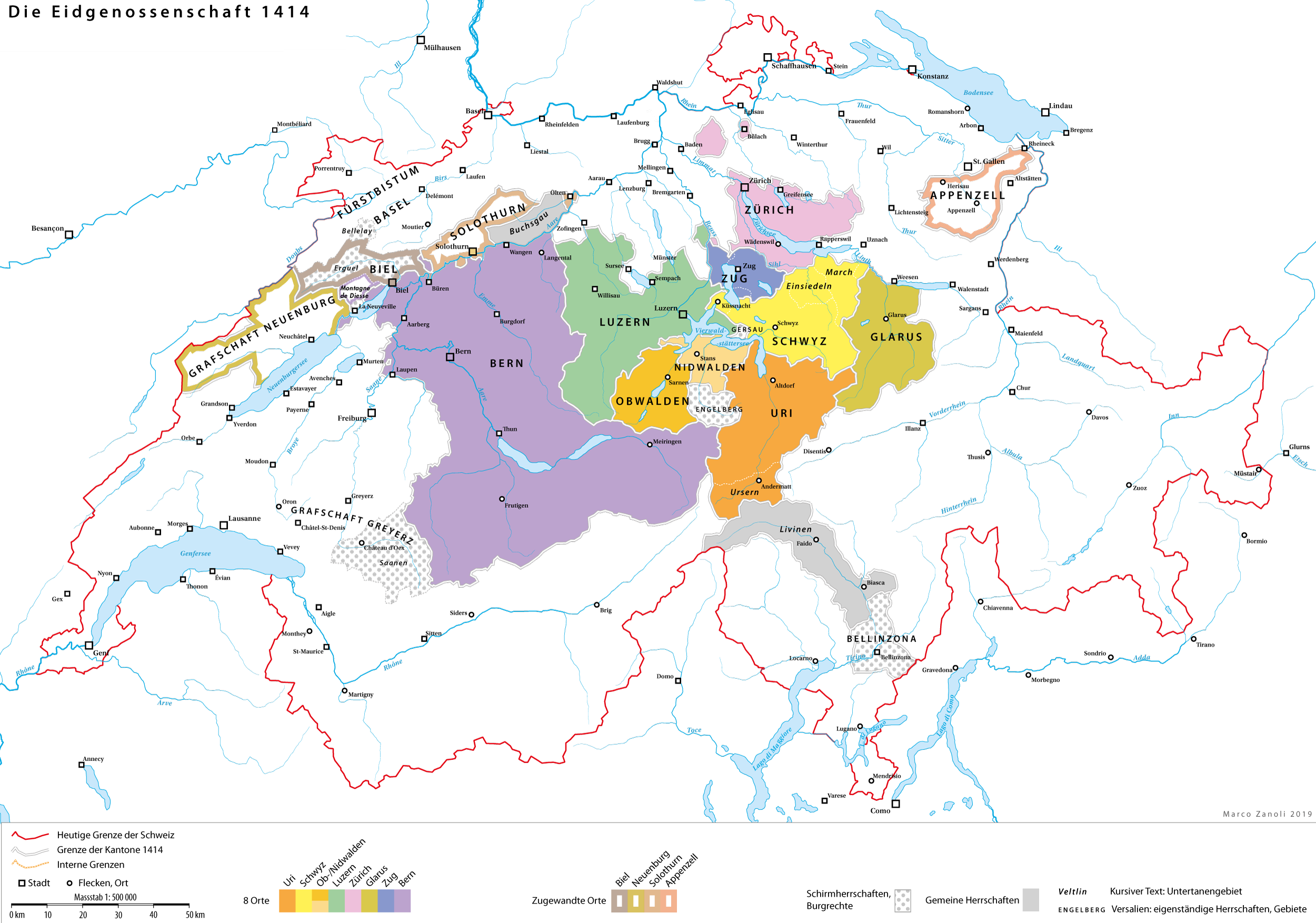
Die Achtörtige Eidgenossenschaft 1414 vor der Eroberung des Aargau

Nach dem Sieg der Waldstätte über Habsburg bei Morgarten schlossen sich eine Reihe von Städten im schweizerischen Mittelland dem Bund an. 1332 die habsburgische Stadt Luzern, 1351 Zürich, 1352 Zug und 1353 Bern. Diese Städte standen ebenfalls unter äusserem Druck. Die Reichsstadt Zürich hatte seit der Zunftrevolution 1336 innere Schwierigkeiten, die 1350 zu einer Fehde mit Habsburg führten – dem politisch isolierten Bürgermeister Rudolf Brun blieb in dieser Situation nur der Bund mit den Waldstätten. Auch die Reichsstadt Bern stand in einer bedrohlichen Auseinandersetzung mit dem Westschweizer Adel und dem umstrittenen Kaiser Ludwig dem Bayern („Laupenkrieg“), als sie sich zusammen mit ihren Verbündeten (Burgundische Eidgenossenschaft und andre) in einen Ewigen Bund mit den Waldstätten einliess.
Das zum Kloster Säckingen gehörende Land Glarus wurde als habsburgische Vogtei im Rahmen der Fehde zwischen den Eidgenossen und Herzog Albrecht II. von Österreich besetzt. 1352 schlossen Zürich, Uri, Schwyz und Unterwalden mit den Landleuten von Glarus den sogenannten «Bösen Bund». Glarus wurde darin nicht als gleichberechtigter Partner anerkannt, sondern war eher ein Protektorat der vier Orte.
Das resultierende Gebilde wird als die «Acht Alten Orte» bezeichnet. Es handelt sich allerdings nicht um einen Staatenbund, sondern eher um ein Konglomerat von Bündnissen der einzelnen Partner untereinander. Besonders Bern unterhielt mit der sogenannten Burgundischen Eidgenossenschaft ein weitverzweigtes Bündnissystem, durch das unter anderem auch Solothurn und Biel 1353 als Verbündete (sog. Zugewandte Orte) zu den Acht Alten Orten stiessen.

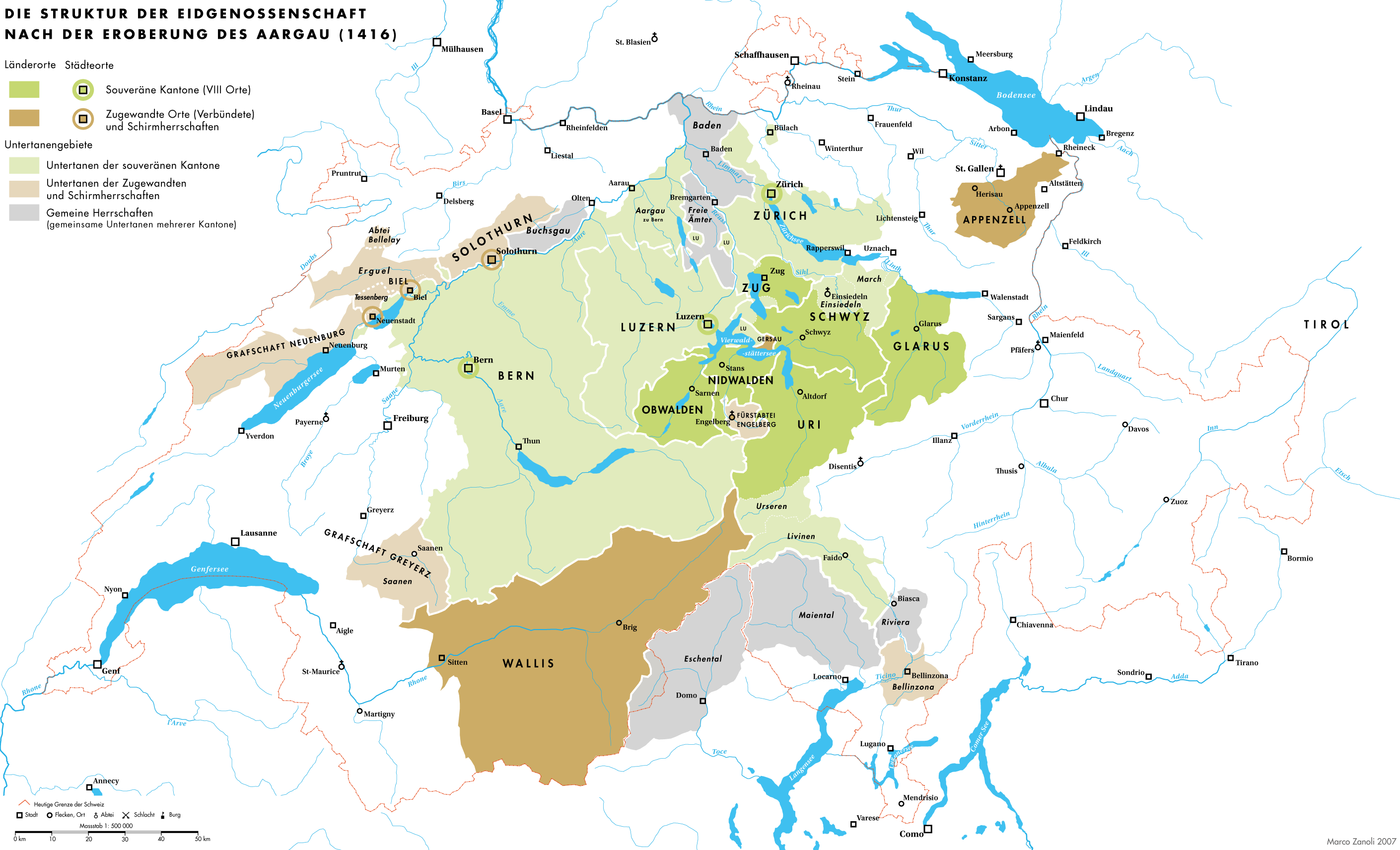
Die Eidgenossenschaft 1416 nach dem Sempacherkrieg und der Eroberung des Aargau

Durch das Ausgreifen der Stadt Luzern auf die habsburgischen Landstädte und Herrschaften in ihrer Umgebung sah sich Herzog Leopold III. von Österreich 1385 zu einer weiteren Intervention in der Innerschweiz genötigt. Im sogenannten Sempacherkrieg konnten sich die Waldstätte und Luzern auch ohne die Hilfe von Bern und Zürich durch den Sieg in der Schlacht bei Sempach 1386 endgültig von Habsburg lösen. Das Umland von Luzern, das Entlebuch sowie Einsiedeln gingen Habsburg dadurch verloren. Auch das Land Glarus, das sich in der Schlacht bei Näfels 1388 ebenfalls erfolgreich von Habsburg gelöst hatte, stieg in den Rang eines gleichberechtigten Ortes auf. Im 14. Jahrhundert fand parallel ein Konsolidierungsprozess der Schweizer Städtelandschaft statt. Von den um das Jahr 1300 existierenden 200 Städten und Städtchen blieben am Ende des Jahrhunderts aus topographischen, verkehrsgeographischen und Konkurrenzgründen 150 übrig. Diese hielten sich daraufhin weitgehend bis ins Ancien Régime und prägen die Schweiz bis in die Gegenwart.
Um die Verteilung des Erbes der Grafen von Toggenburg kam es 1436–1450 zum Alten Zürichkrieg zwischen den Eidgenossen und Zürich, das sich mit Kaiser Friedrich III. von Habsburg verbündet hatte. Zürich unterlag in diesem Konflikt bei St. Jakob an der Sihl und musste sein Bündnis mit dem Kaiser wieder auflösen. Auch in diesem Konflikt spielte die besondere Grausamkeit und Unerschrockenheit der Innerschweizer Krieger eine wichtige Rolle. So wurde etwa bei Greifensee die komplette zürcherische Besatzung der Burg hingerichtet, weil sie sich geweigert hatte, sich kampflos zu ergeben. Ein von Friedrich III. angefordertes riesiges französisches Heer von ungefähr 30'000 Mann, die sogenannten Armagnaken, kehrten trotz ihres Sieges bei St. Jakob an der Birs 1444 um, weil die eidgenössische Vorhut (nur ca. 1600 Mann) bei ihrem Untergang ca. 6000 gegnerische Kämpfer mit in den Tod genommen hatte.

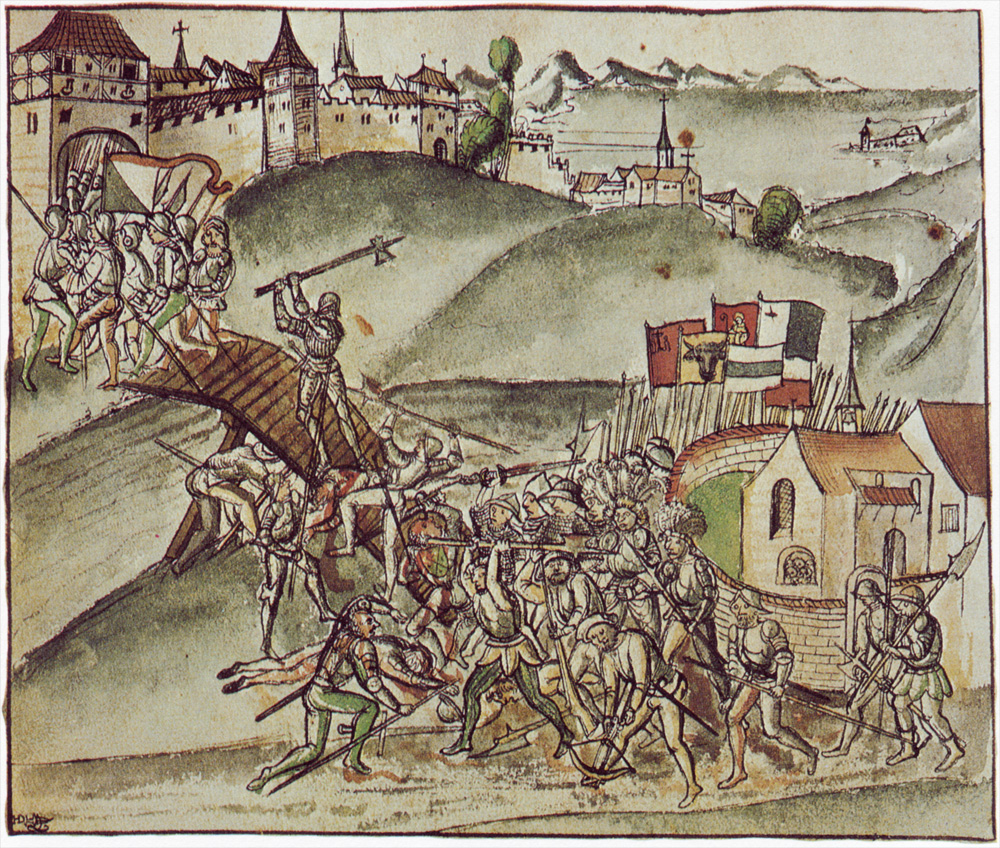
Schlacht bei St. Jakob an der Sihl 1443

Herzog Sigismund von Österreich schloss mit der Eidgenossenschaft 1474/75 in Konstanz die sogenannte «Ewige Richtung», mit der die langjährigen Feindseligkeiten zwischen Habsburg und der Eidgenossenschaft zu einem Ende kamen. Gleichzeitig verbündeten sich die Eidgenossen mit den Reichsstädten Strassburg, Basel, Colmar und Schlettstadt sowie den Fürstbischöfen von Basel und Strassburg. 

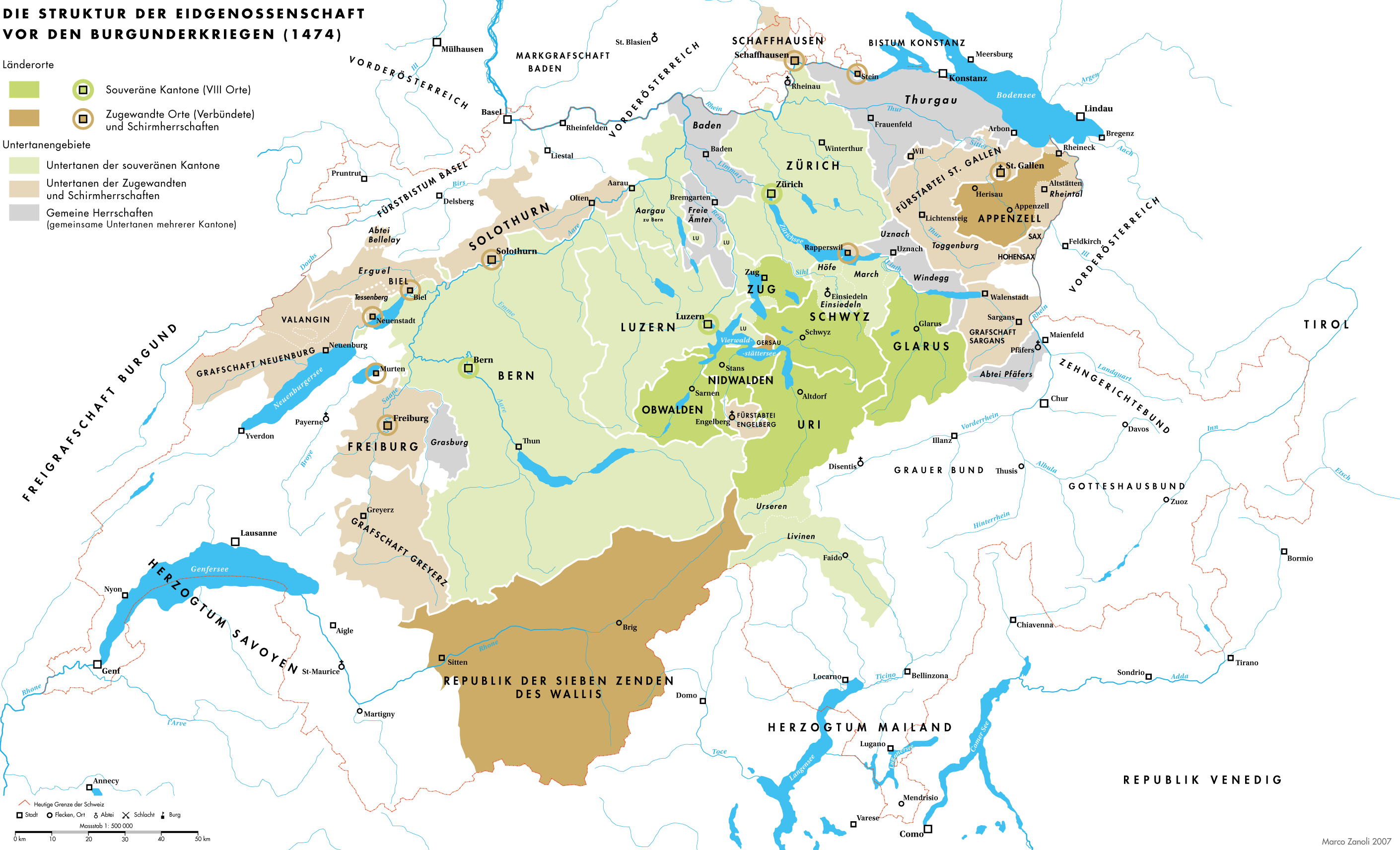
Die politische Struktur der Eidgenossenschaft der Acht Orte und ihrer Zugewandten 1474 vor dem Burgunderkrieg

Zwischen 1474 und 1478 setzten sich die Eidgenossen in den Burgunderkriegen mit Herzog Karl dem Kühnen von Burgund auseinander, der zum mächtigsten Herrscher zwischen Frankreich und dem Reich der Habsburger aufgestiegen war. Der Krieg brach wegen der kriegerischen Expansion Berns und des mit ihm verbündeten Oberwallis gegen die Herzöge von Savoyen aus, die mit Burgund verbündet waren. 1476 unternahm Herzog Karl der Kühne einen Feldzug gegen Bern, dem die eidgenössischen und elsässischen Verbündeten zu Hilfe kamen. Karl wurde zuerst bei Grandson und dann bei Murten vernichtend geschlagen. Im folgenden Jahr zogen die Eidgenossen als Verbündete des Herzogs von Lothringen erneut gegen Karl und schlugen ihn erneut bei Nancy.

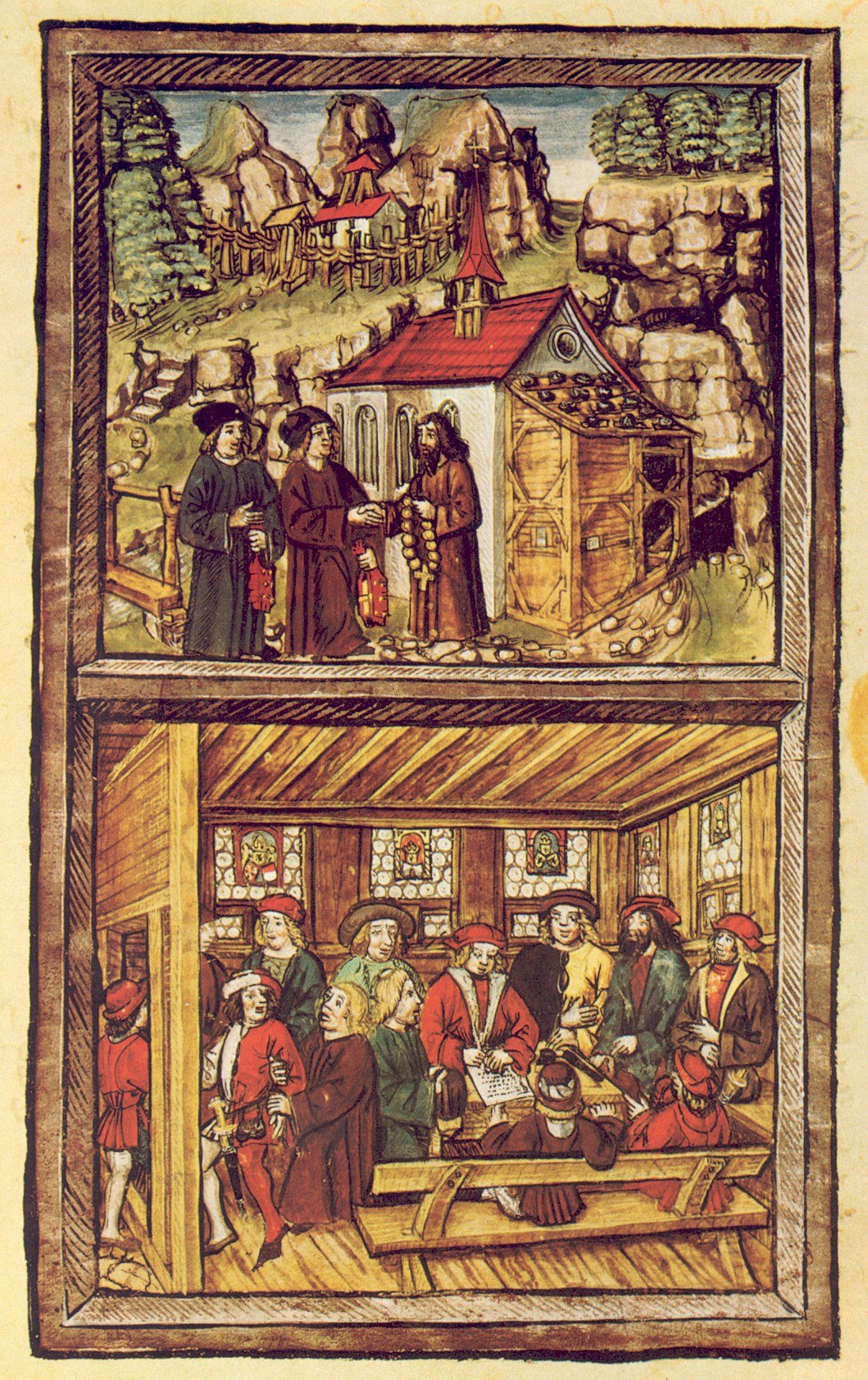
Tagsatzung von Stans und Vermittlung von Niklaus von Flüe

Der spektakuläre Erfolg der eidgenössischen Krieger gegen die hochgerüsteten burgundischen Ritterheere festigte den Mythos der Unbesiegbarkeit der Eidgenossen. In der Folge begannen alle wichtigen Fürsten Europas eidgenössische Söldner anzuwerben. Die Auswanderung zum Solddienst in der Fremde, das sogenannte «Reislaufen», blieb bis ins 19. Jahrhundert vor allem in den ärmeren Berggebieten der Schweiz verbreitet.
Innerhalb des Bündnisgefüges der Eidgenossenschaft hatte sich in den Burgunderkriegen das Gewicht eindeutig auf die Städte verschoben. Die Aufnahme der Zugewandten Städte Freiburg im Üechtland und Solothurn in das Bündnis weckte deshalb den Widerstand der Landorte. Das Auseinanderbrechen des Bundes in einen Städte- und einen Länderbund konnte aber durch das «Stanser Verkommnis» 1481 unter Vermittlung des Einsiedlers Niklaus von Flüe verhindert werden.

## Dreizehn Alte Orte

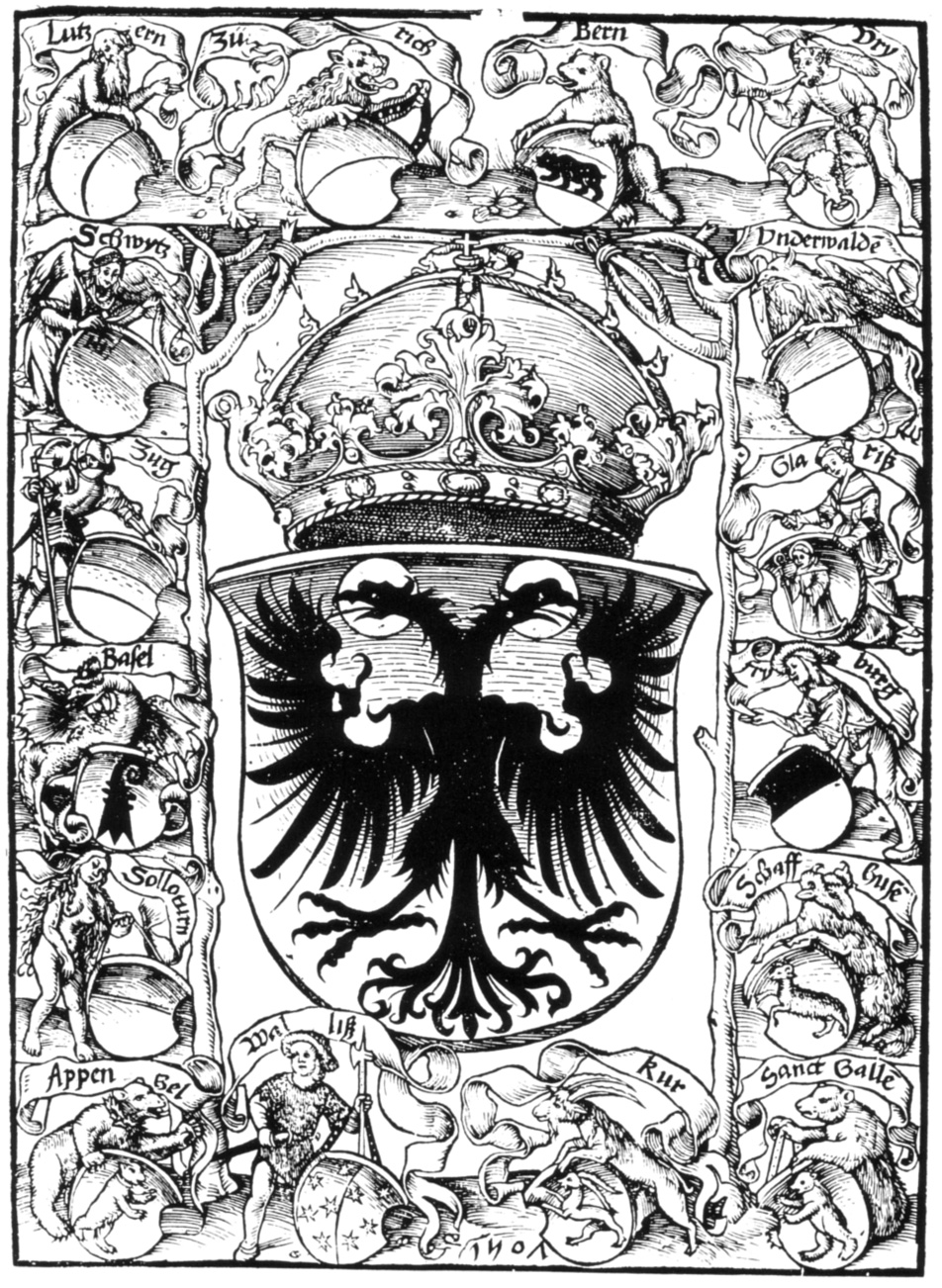
Die Wappen der eidgenössischen Orte und der wichtigsten Zugewandten gruppiert um den Reichsadler in einer Darstellung 1507

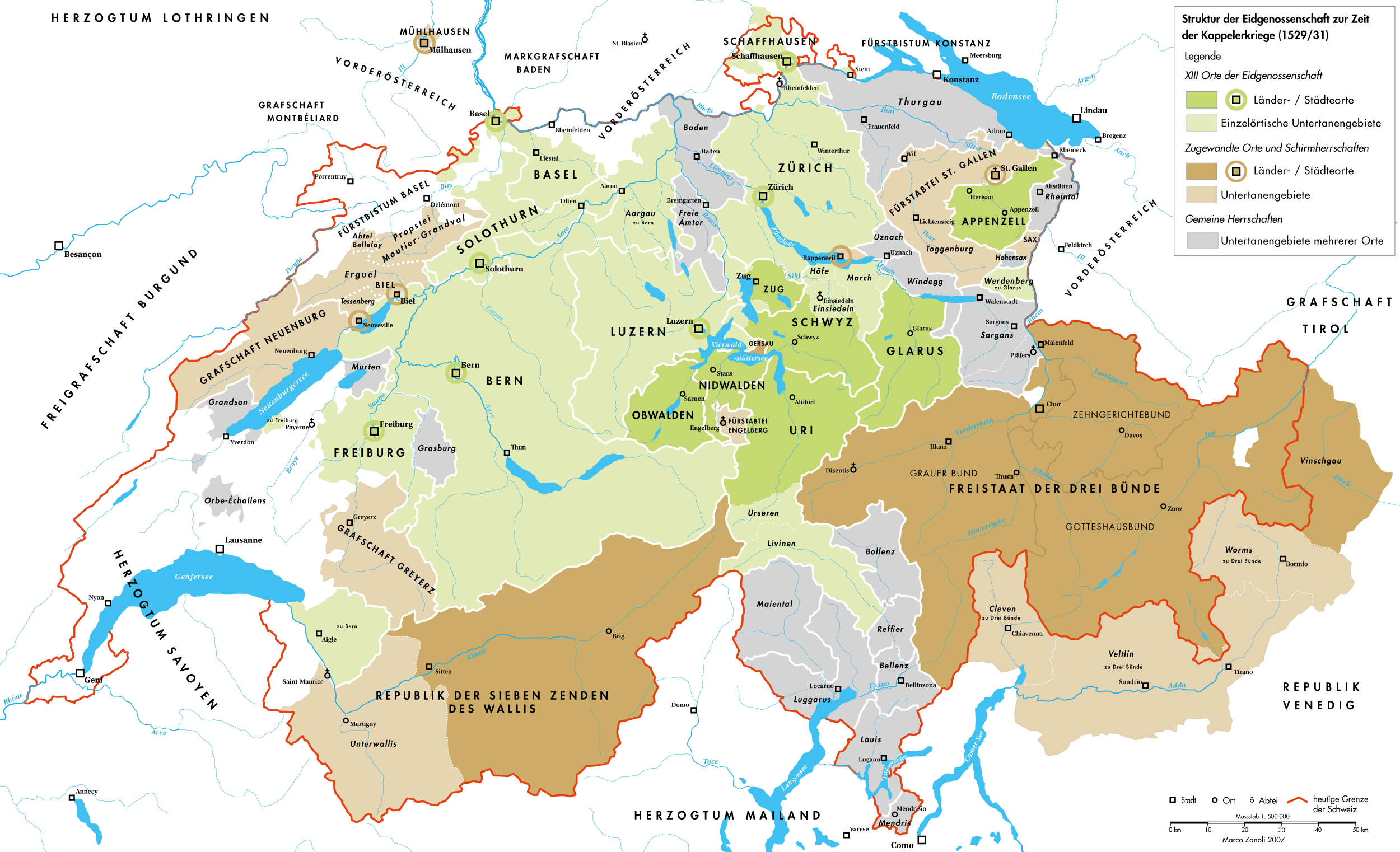
Politische Struktur der Dreizehnörtigen Eidgenossenschaft um 1530

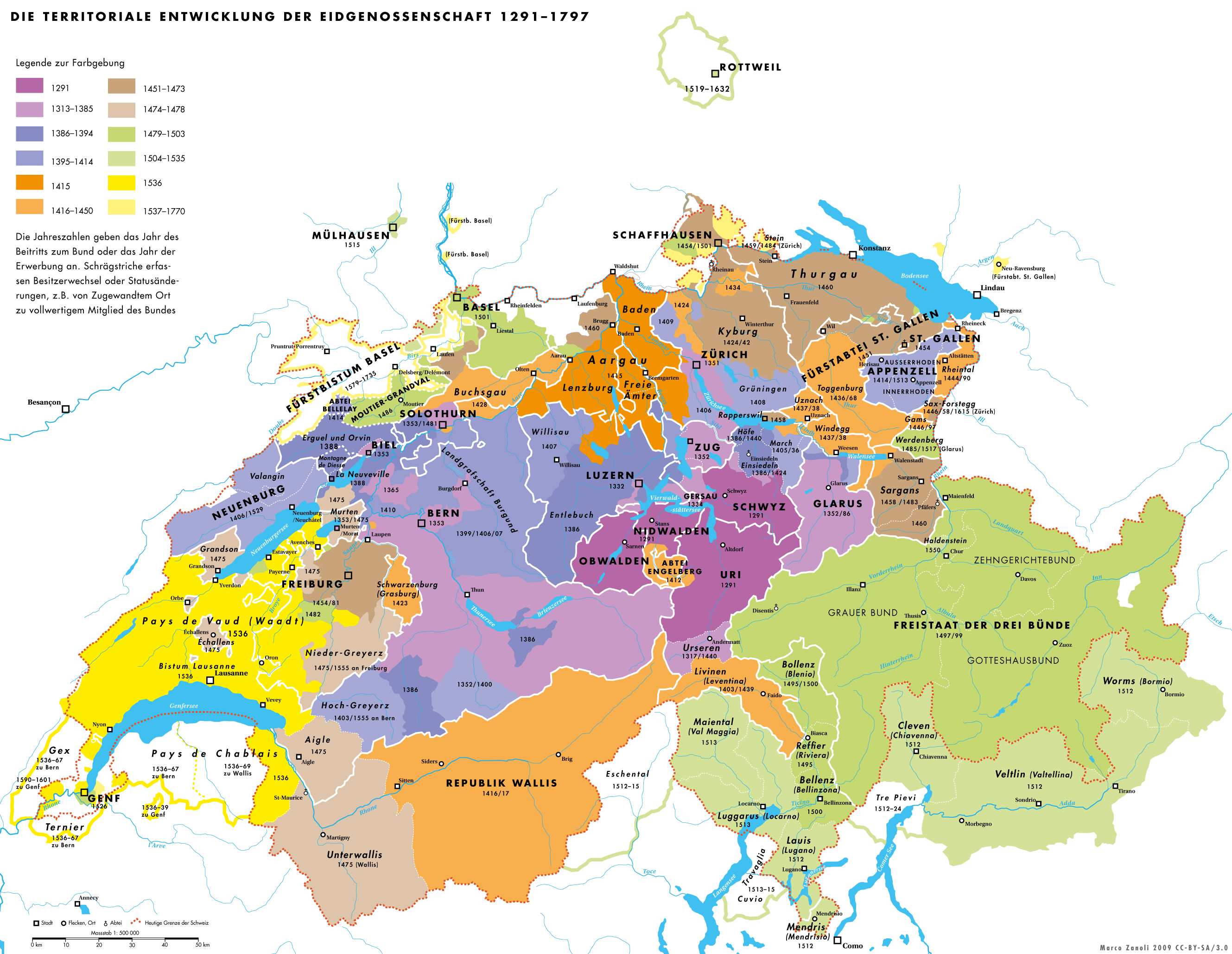
Territoriale Entwicklung der Eidgenossenschaft 1291–1797

Nach dem Sieg über Burgund war die Eidgenossenschaft zur vorherrschenden Macht im süddeutschen Raum geworden. Der schwäbische Adel, allen voran Habsburg, traten dem wachsenden Einfluss der Eidgenossen im Sundgau, Breisgau, Klettgau und dem Hegau im Waldshuterkrieg 1468 und im Schwabenkrieg 1499 vergeblich entgegen. Im Schwabenkrieg ging es zwar vordergründig um eine Durchsetzung der Reichsreform von 1495, aber eigentlich war dies der letzte Versuch des Hauses Habsburg, seine Rechte in den verlorenen Gebieten links des Rheins doch noch durchzusetzen. Im Frieden zu Basel musste dann der deutsche König Maximilian I. die faktische Selbständigkeit der Eidgenossenschaft innerhalb des Reiches anerkennen. Die Zugehörigkeit der Eidgenossen zum Heiligen Römischen Reich blieb noch bis 1648 eigentlich unbestritten, da sich ja die Staatlichkeit aller eidgenössischen Orte auf die Reichsunmittelbarkeit, althergebrachte Privilegien und Rechte stützte, die ihre Quelle letztlich in der Instanz des römisch-deutschen Kaisertums fanden.

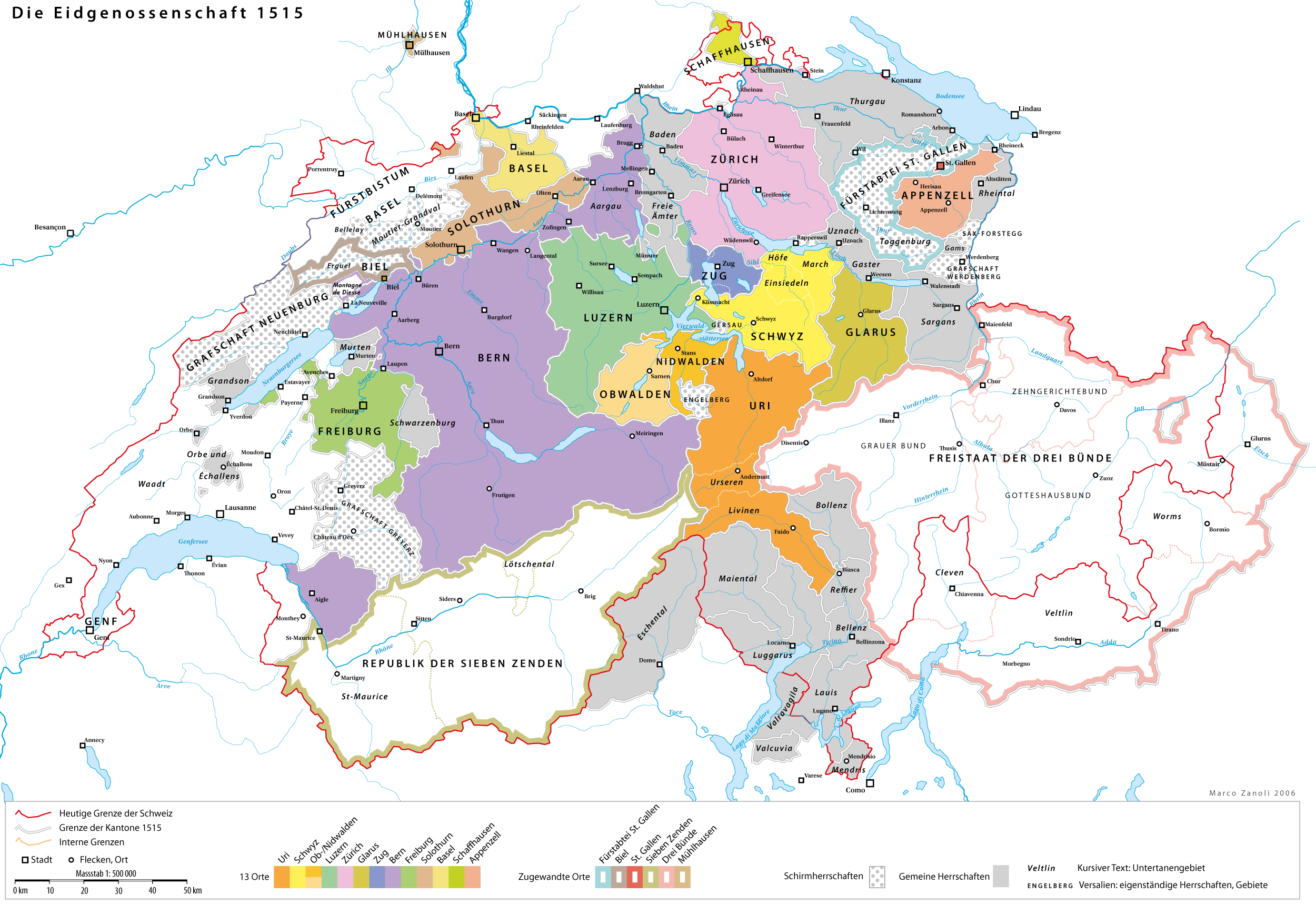
Dreizehnörtige Eidgenossenschaft nach der Schlacht bei Marignano 1515

Der Schwabenkrieg markiert das Ende der Expansion der Eidgenossenschaft in Richtung Norden. Bis auf kleinere Gebiete blieb die schweizerische Nordgrenze nach dem Beitritt der Städte Basel und Schaffhausen 1501 und des Landes Appenzell 1513 praktisch unverändert. Konstanz blieb ausserhalb der Eidgenossenschaft, obwohl es mit Bern und Zürich weiter verbündet war. Die Städte Rottweil und Mülhausen galten hingegen bis 1632 bzw. 1798 weiter als Zugewandte Orte. Die wichtigsten Zugewandten Orte blieben weiter Fürstabtei und Stadt St. Gallen, der Freistaat der Drei Bünde, das Wallis, die Stadt Biel und die Grafschaft Neuenburg.
Der habsburgisch-französische Gegensatz, der sich nach 1477 um Burgund und das Herzogtum Mailand ergab, zog die Eidgenossenschaft als Hauptlieferant von Söldnern an beide Kriegsparteien sowie als eigenständige Macht in einen Konflikt auf europäischer Ebene. Das grösste Problem für den inneren Zusammenhalt des Bundes stellte dabei die Konkurrenz der französischen und der deutschen Partei um den Abschluss lukrativer Soldverträge dar. In den Ennetbirgischen Feldzügen im Rahmen der Mailänderkriege zwischen 1499 und 1525 fand die militärische Bedeutung der Eidgenossenschaft sowohl ihren Höhe- als auch ihren Endpunkt.
Unter dem Einfluss des Walliser Bischofs und Kardinals Matthäus Schiner verzichtete die Eidgenossenschaft 1509 auf die Erneuerung des Soldbündnisses mit Frankreich. Dafür wurde im folgenden Jahr ein Bündnis mit Papst Julius II. geschlossen, der seit 1506 ebenfalls schweizerische Söldner in der Cohors Helvetica, der päpstlichen Schweizergarde, beschäftigte. Julius II. wollte die französische Herrschaft in der Lombardei brechen, weshalb die Eidgenossen wiederholt nach Italien zogen. Die Auszüge nach Pavia 1512 und nach Novara 1513 blieben siegreich und brachten der Eidgenossenschaft und den verbündeten Drei Bünden die Herrschaft über das Tessin und das Veltlin sowie das Protektorat über das Herzogtum Mailand.
Der Beginn der Reformation entzweite die verschiedenen Orte der Eidgenossenschaft noch stärker als bisher und schwächte ihre Position in den italienischen Streitigkeiten zwischen Habsburg, dem Papst und Frankreich. 1515 bezwang der französische König Franz I. ein durch den Abzug zahlreicher Stände dezimiertes eidgenössisches Heer bei Marignano. Im Ewigen Frieden von 1516 gestand Franz I. den Eidgenossen und den Bündnern aber trotzdem ihre Eroberungen südlich der Alpen zu. Damit war auch die Südgrenze der Eidgenossenschaft bis 1798 im Wesentlichen gefestigt. Die Erwerbungen der Eidgenossenschaft im Tessin wurden als ennetbirgische Vogteien von Landvögten als Gemeine Herrschaften verwaltet. 1521 schloss die Eidgenossenschaft ein neues Soldbündnis mit Frankreich, das sie zur Stellung von bis zu 16'000 Mann verpflichtete. (Nach 1600 und 1650 wurden diese Soldbündnisse der einzelnen Orte mit Frankreich verlängert und 1663 gemeinsam mit einem Bundesschwur in Paris  vor Ludwig XIV. bestätigt.) Im weiteren Ringen um Mailand zwischen Frankreich und Habsburg spielten die Eidgenossen deshalb immer noch eine wichtige Rolle. Beide Schlachten mit substanzieller Schweizer Beteiligung bei Bicocca 1522 und Pavia 1525 endeten jedoch mit einer Niederlage Frankreichs und der Eidgenossen. Damit kam die eidgenössische Grossmachtpolitik in Europa definitiv zu einem Ende. Der Export von Söldnern durch verschiedene eidgenössische Orte hielt jedoch noch an bis zum endgültigen Verbot 1859. Einzige Ausnahme bildet seither die päpstliche Schweizergarde.